# Ферфілд (Нью-Йорк)
Ферфілд (англ. Fairfield) — місто (англ. town) в США, в окрузі Геркаймер штату Нью-Йорк. Населення — 1475 осіб (2020).

## Демографія
Згідно з переписом 2010 року, у місті мешкало 1627 осіб у 614 домогосподарствах у складі 447 родин. Було 696 помешкань
Расовий склад населення:
| - 98,3 % — білих - 0,4 % — чорних або афроамериканців - 0,2 % — корінних американців - 0,1 % — азіатів |

До двох чи більше рас належало 1,0 %. Частка іспаномовних становила 0,9 % від усіх жителів.
За віковим діапазоном населення розподілялося таким чином: 24,2 % — особи молодші 18 років, 61,3 % — особи у віці 18—64 років, 14,5 % — особи у віці 65 років та старші. Медіана віку мешканця становила 42,1 року. На 100 осіб жіночої статі у місті припадало 102,6 чоловіків;  на 100 жінок у віці від 18 років та старших — 102,0 чоловіків також старших 18 років.
Середній дохід на одне домашнє господарство  становив 76 646 доларів США (медіана — 50 781), а середній дохід на одну сім'ю — 91 443 долари (медіана — 68 269). Медіана доходів становила 42 269 доларів для чоловіків та 40 563 долари для жінок. За межею бідності перебувало 6,4 % осіб, у тому числі 6,2 % дітей у віці до 18 років та 8,6 % осіб у віці 65 років та старших.
Цивільне працевлаштоване населення становило 631 особа. Основні галузі зайнятості: освіта, охорона здоров'я та соціальна допомога — 27,1 %, виробництво — 11,9 %, будівництво — 11,6 %.